# Eu Vim pra Ficar
"Eu Vim pra Ficar" é uma canção do cantor de Funk ostentação brasileiro MC Guimê. Lançada em 25 de novembro de 2014 como single para seu álbum de estreia, que tem lançamento previsto para 2015.

## Enredo
A faixa segue a linha Funk Ostentação característica do cantor paulista, e narra sua trajetória de superação até o sucesso.

## Faixas
| Descarga digital |                    |         |  |
| N.º              | Título             | Duração |  |
| 1.               | "Eu Vim pra Ficar" | 3:01    |  |

## Vídeo e musica
O videoclipe da canção foi lançado em  25 de novembro de 2014, via o canal do artista no YouTube, sendo produzido pela Conspiração Filmes e com o apoio da empresa Trident.